# Gymnelopsis
Gymnelopsis es un género de peces de la familia Zoarcidae en el orden de los Perciformes.

## Especies
- - Gymnelopsis brashnikovi   Soldatov, 1922
  - Gymnelopsis brevifenestrata  Anderson, 1982
  - Gymnelopsis humilis  Nazarkin & Chernova, 2003.[1]
  - Gymnelopsis ocellata  Soldatov, 1922
  - Gymnelopsis ochotensis  Popov, 1931